# María Asurmendi
María Asurmendi Villaverde (4 de abril de 1986, Pamplona) es una jugadora española de baloncesto, que jugó hasta la temporada 2022-2023 en la posición de base, en Liga Femenina.

## Trayectoria
María Asurmendi debutó en Liga Femenina en la temporada 2006-2007 con el Arranz Jopisa Burgos y ha pasado por varios clubs de la máxima competición nacional. En la temporada 2015-16, consigue la Copa de la Reina con el CB Conquero, si bien abandona el equipo pocas semanas después para fichar por CB Avenida con el que gana la Liga, consiguiendo el doblete nacional con 2 equipos distintos en una misma temporada. Ficha por el Gernika KESB para la temporada 2016-17. Durante las temporadas 2017-2018 y 2018-2019 formó parte del Club Perfumerías Avenida, de Salamanca. Durante las temporadas 2019-2023 jugó en el equipo Araski AES, de Vitoria.
Ha sido internacional con la selección española absoluta, como con la de baloncesto 3x3. Asimismo jugó con la selección española sub-21 el Mundial de su dicha categoría que se celebró en Moscú en 2007.

## Clubes
- 2004-2005  Universidad Pública de Navarra. Liga Femenina 2
- 2005-2006  C.D. Irlandesas. Liga Femenina 2
- 2006-2007  Arranz Jopisa Burgos. Liga Femenina
- 2007-2009  Extrugasa Vilagarcía de Arousa. Liga Femenina
- 2009-2013  Unión Navarra Basket. Liga Femenina (*2009-2010 en Liga Femenina 2)
- 2013-2014  Cadí - ICG Software. Liga Femenina
- 2014-2016  CB Conquero. Liga Femenina. Rescinde contrato el 25 de febrero de 2016.
- 2016  Perfumerías Avenida. Liga Femenina[8]
- 2016- 2017  Gernika KESB. Liga Femenina[9]
- 2017-2019  Perfumerías Avenida. Liga Femenina[10][11][12]
- 2019-2023  Araski AES, Vitoria. Liga Femenina.[4]
- 2023-2024  Osés Construcción Ardoi. Liga Femenina Challenge.[13][14]
- 2024-2025Oses Construccion Ardoi.Liga Femenina Challenge

## Palmarés
| Título              | Sede                | Resultado | Año  |
| ------------------- | ------------------- | --------- | ---- |
| Copa de la Reina    | CB Conquero         | Campeona  | 2016 |
| Liga Femenina       | Perfumerías Avenida | Campeona  | 2016 |
| Supercopa de España | Perfumerías Avenida | Campeona  | 2017 |
| Copa de la Reina    | Perfumerías Avenida | Campeona  | 2018 |
| Liga Femenina       | Perfumerías Avenida | Campeona  | 2018 |
| Supercopa de España | Perfumerías Avenida | Campeona  | 2018 |
| Copa de la Reina    | Perfumerías Avenida | Campeona  | 2019 |